# Convenio sobre la responsabilidad internacional por daños causados por objetos espaciales

ratificado
firmado, pero no ratificado

El Convenio sobre la responsabilidad internacional por daños causados por objetos espaciales, también llamado Convenio sobre Responsabilidad, es un tratado internacional que entró en vigor en 1972, que amplía las reglas sobre responsabilidad creadas en el Tratado sobre el espacio ultraterrestre de 1967.

## Estatus
El Convenio sobre responsabilidad abrió a la firma el 29 de marzo de 1972 y entró en vigor el 1 de septiembre del mismo año. Hasta el 1 de enero de 2019, 96 Estados han ratificado el Convenio de Responsabilidad, 19 lo han firmado pero no ratificado y cuatro organizaciones internacionales (la Agencia Espacial Europea, la Organización Europea para la Explotación de Satélites Meteorológicos, la  Organización Internacional de Comunicaciones del Espacio Intersputnik, y la Organización Europea de Telecomunicaciones por Satélite) han declarado que aceptan los derechos y obligaciones previstos en el Convenio.

## Preceptos destacados

### Estado de lanzamiento
El artículo VI del Tratado del Espacio sostiene que son los Estados los sujetos pasibles de responsabilidad. En él se señala que serán ellos los responsables a nivel internacional de las actividades espaciales que realicen en el espacio ultraterrestre, tanto los organismos gubernamentales como las entidades privadas pertenecientes a él.
Pero según el Convenio de 1972, existen dos definiciones distintas de Estado: Estado de lanzamiento y Estado de Registro. A los efectos del Convenio, se entiende por “Estado de lanzamiento” a un Estado que lance o promueva el lanzamiento de un objeto espacial y, a su vez, a un Estado desde cuyo territorio o desde cuyas instalaciones se lance un objeto espacial.
En cuanto a “Estado de registro”, será un Estado de lanzamiento en cuyo registro se inscriba un objeto espacial. El concepto de “Estado de Registro” se amplió luego, cuando en el año 1975 entró en vigor el Convenio sobre el Registro de Objetos Lanzados al Espacio Ultraterrestre, que desarrolló el concepto de Estado de Registro. Allí se consigna que el Estado, en cuyo registro figura el objeto lanzado al Espacio, retendrá su jurisdicción y control sobre tal objeto, así como sobre todo el personal que vaya en él, mientras se encuentre en el espacio ultraterrestre o en un cuerpo celeste.

### Lanzamiento conjunto
Si dos Estados gestionan el lanzamiento de un objeto espacial, entonces, ambos Estados son responsables conjunta y solidariamente por el daño que causa ese objeto. Esto significa que la parte lesionada puede demandar a cualquiera de los dos Estados por el monto total del daño.

### Daño
Según el Artículo I del Convenio de Responsabilidad, daño se define como “la pérdida de vidas humanas, las lesiones corporales u otros perjuicios a la salud, así como la pérdida de bienes o los perjuicios causados a bienes de Estados o de personas físicas o morales, o de organizaciones internacionales intergubernamentales”. 
Por ello, para resarcir el daño, éste debe ser causado por un objeto espacial o sus componentes en la Tierra, en el espacio aéreo o en el espacio ultraterrestre, incluso la Luna y otros cuerpos celestes (artículo VII, Tratado del espacio, 1967).

### Objeto espacial
El Convenio sobre Responsabilidad, denomina "objeto espacial" a las partes componentes de un objeto espacial, así como el vehículo propulsor y sus partes. El concepto de “objeto espacial” será reiterado unos años más tarde en el artículo II, inciso b, del Convenio sobre el Registro de Objetos Lanzados al Espacio Ultraterrestre.

### Reclamos entre Estados
Los reclamos bajo el Convenio de Responsabilidad deben ser presentados vía diplomática por el Estado contra otro Estado. La Convención se creó para complementar las leyes nacionales existentes y futuras que otorgan indemnización a las partes lesionadas por actividades espaciales. Mientras que en la mayoría de los sistemas legales nacionales un individuo o una corporación puede entablar una demanda contra otro individuo u otra corporación, bajo el Convenio de Responsabilidad, las reclamaciones deben presentarse únicamente a nivel estatal. Esto significa que, si una persona resulta lesionada por un objeto espacial y desea solicitar una indemnización en virtud del Convenio de responsabilidad, la persona debe disponer que su país presente una reclamación contra el país que lanzó el objeto espacial que causó el daño.

## El Caso Cosmos 954
El caso más relevante donde se aplicó el Convenio sobre Responsabilidad fue en 1978, cuando un satélite soviético que reingresó a la atmósfera se estrelló en el norte de Canadá. El satélite en cuestión era el Cosmos 954, y contaba con una particularidad: llevaba a bordo un reactor nuclear, que contaminó con residuos radioactivos el área donde cayó.
Ante este hecho, Canadá presentó por vía diplomática un reclamo de indemnización por daños contra la URSS, de acuerdo con el artículo XI del Convenio de Responsabilidad. En la demanda se sostenía que los residuos radioactivos del Cosmos 954 que se esparcieron por territorio canadiense constituían un daño en los términos del artículo I del Convenio de Responsabilidad, por lo que era necesario una indemnización económica.
El incidente del Cosmos 954 introdujo un precedente normativo sobre cómo deben actuar los Estados con respecto a los accidentes de satélites; esas pautas se relacionan con las obligaciones de: a) el deber de poner sobre aviso; b) el deber de proveer información; c) el deber de limpiar; d) el deber de compensar los daños.